# Brassia keiliana
Brassia keiliana är en orkidéart som beskrevs av Heinrich Gustav Reichenbach och John Lindley. Brassia keiliana ingår i släktet Brassia och familjen orkidéer. Inga underarter finns listade i Catalogue of Life.

## Bildgalleri

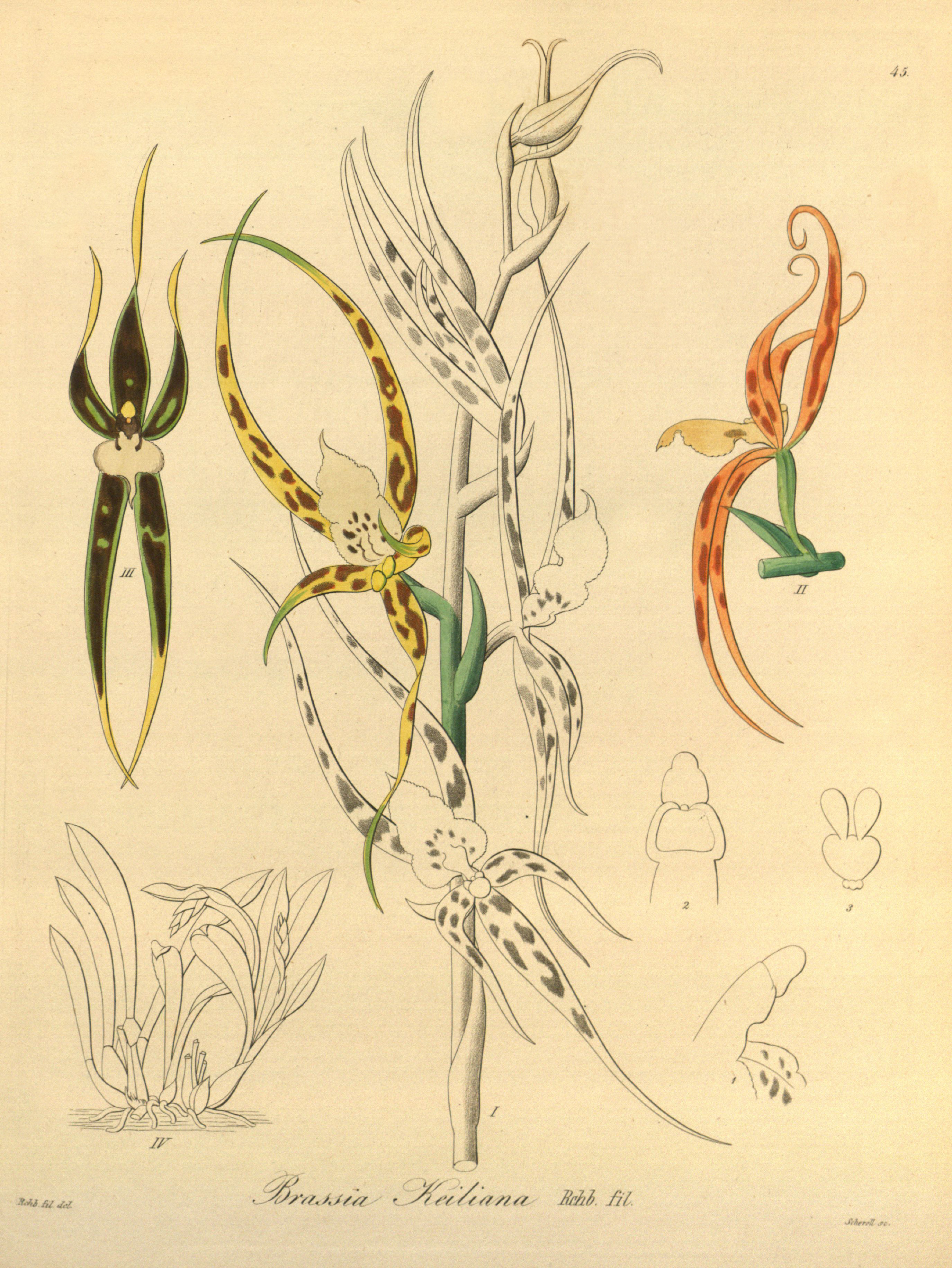